# 罗芳桥惨案
罗芳桥惨案，又称如水禅寺惨案，发生于1942年5月24日浙赣会战期间，日军在浙江金华雅畈镇罗芳桥村如水禅寺内杀害了金华地方法院院长陆宝铎等18名司法人员，并在村中施放生化武器，导致数百村民。惨案发生后，国民政府于1942年8月13日为惨案中罹难的司法人员发布褒扬令，1945年抗战胜利后在祝丰亭建立“浙江金华战时殉难司法人员公墓”，由司法院院长居正撰写碑文，举办公祭仪式纪念这些遇难者。文革中，公墓遭到破坏，直到2014年9月才重新发现抗战殉难碑。